# Emit

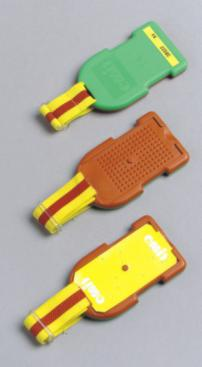
Emit-brickor

Emit är ett norskt elektroniskt stämplings- och tidtagningssystem som används inom orientering, längdskidåkning, skidskytte, cykling och löpning. Namnet emit är en ordlek, emit blir ordet time baklänges (tid på engelska). Emit används mycket inom orientering på de flesta tävlingarna i Norge och Finland. Emit används också i Världsmästerskapen i orientering. I Sverige används inte emit lika mycket på orienteringstävlingar. En av emits konkurrenter är Sportident som också tillhandahåller ett elektroniskt stämplingssystem.
Det finns flera typer av emit-system. Det som är vanligast inom orientering består av en 'bricka' som ser ut som en pusselbit (se bild) som man trycker ned i en enhet, 'stämpla'. 
Det system som används inom till exempel längdskidåkning, cykling, skidskytte och löpning är ett system som är trådlöst för att de tävlande inte ska behöva stanna upp och stämpla. 

## Bildandet
Emit skapades genom en sammanslagning av två företag som höll på med elektroniska stämplings- och tidtagningssystem. 
- Timetech AB, norskt företag som höll på med tidtagning och resultatservice. Grundades av Sven Marti år 1984
- Regnly AB, från början tillverkade Regnly AB tält för orienteringstävlingar, men började sedan göra tidtagningssystem. Grundades 1981

Sammanslagningen av företagen skedde 1 januari 1991.